# Bobbio Film Festival
Il Bobbio Film Festival è una manifestazione cinematografica che si tiene nello storico borgo di Bobbio, cittadina nel cuore della Val Trebbia e comune della provincia di Piacenza in Emilia-Romagna.
La manifestazione nacque nel 1995 come laboratorio cinematografico "Farecinema - incontro con gli autori" di Marco Bellocchio, con corsi di regia e una rassegna serale di film aperta al pubblico; la proiezione era seguita da un dibattito con registi, attori ed autori. La rassegna, cresciuta negli anni a seguire, è divenuta nel 2005 un festival cinematografico, prendendo il nome di "Bobbio Film Festival".
Il festival è organizzato dalla Fondazione "Fare Cinema" e dal comune di Bobbio. Sede del festival il chiostro dell'abbazia di San Colombano.
Premio principale il "Gobbo d'oro", che premia il miglior film in concorso.

## Storia

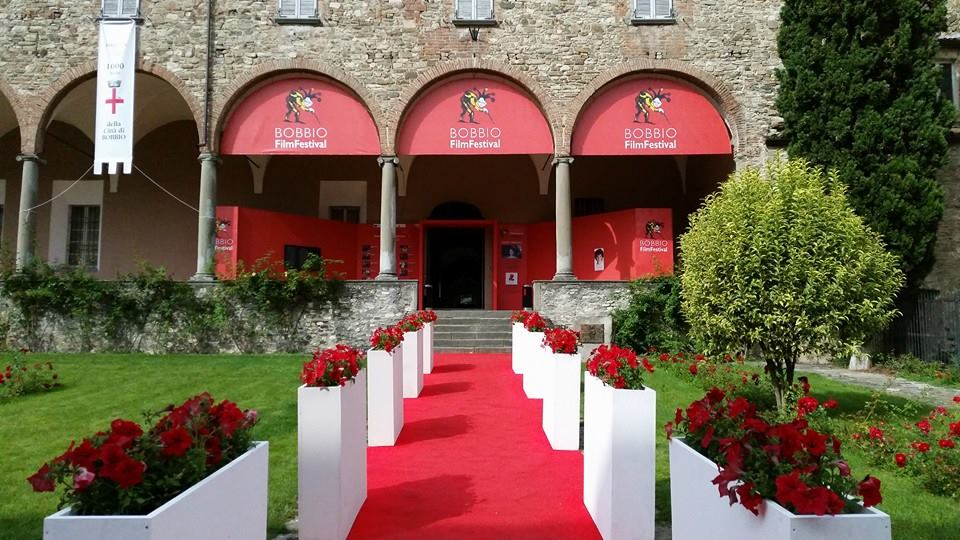
"Bobbio Film Festival" dal porticato dell'abbazia di San Colombano

### 1995-2000
Nel 1995 prende vita il progetto di formazione "Farecinema - Incontro con gli autori", un laboratorio mirato a insegnare il mestiere della regia cinematografica ai giovani. Il progetto nasce da un'idea di Marco Bellocchio e dalla sua intenzione di restituire uno spazio culturale che mettesse al centro il cinema e la cultura per un pubblico giovane a Bobbio, storico borgo sui colli piacentini dove il regista è nato e dove trent'anni prima, nel 1965, aveva girato I pugni in tasca.
A partire dal 1995, ogni estate Marco Bellocchio si ritira a Bobbio per due settimane, in una "full immersion" in cui si dedica a scrivere e realizzare un cortometraggio con il prezioso affiancamento di ragazzi provenienti da tutta italia. Ai giovani corsisti viene data l'opportunità di percorrere tutte le fasi creative di una produzione cinematografica: ideazione e stesura della sceneggiatura, riprese (in cui i ragazzi si occupano di regia, scenografia, fotografia e recitazione) e post-produzione. Durante le due settimane di laboratorio, Marco Bellocchio invita a Bobbio alcuni tra i più importanti registi del panorama italiano che, insieme ad altri tra i più prestigiosi professionisti dell'industria audiovisiva (tra cui sceneggiatori, produttori e attori), presentino i loro film in una rassegna serale, incontrino il pubblico di studenti e si confrontino con loro. Questo rimarca il ruolo essenziale che Bellocchio e la Fondazione associano all'incontro diretto e al confronto tra le nuove generazioni e coloro che lavorano a stretto contatto con il dietro le quinte.
Già dalla prima edizione del 1995, contemporaneamente al laboratorio di "Farecinema", è nata una rassegna serale di film aperta al pubblico. Elemento caratterizzante della rassegna è un momento dedicato al cineforum in cui Marco Bellocchio, talvolta insieme a un critico cinematografico, al termine delle proiezioni incontra il regista e gli attori del film, in un dialogo aperto con il pubblico.
Tra il 1995 e il 2000 hanno partecipato alla rassegna cinematografica, tra gli altri: Mimmo Calopresti, cui è stata dedicata una retrospettiva (con i film La seconda volta, La parola amore esiste e Preferisco il rumore del mare); Marco Müller (allora direttore artistico del Festival di Locarno e poi direttore del Festival cinematografico di Venezia e del Festival cinematografico di Roma); il critico cinematografico Enrico Ghezzi (Rai 3); gli scenografi Marco Dentici e Vincenzo Cerami; il produttore Mario Orfini; il musicista e compositore Carlo Crivelli; gli sceneggiatori Stefano Rulli, Domenico Starnone, Gloria Malatesta e Claudia Sbarigia (per Compagna di viaggio); giovani autori e attori come: Fulvio Ottaviano (per Cresceranno i carciofi a Mimongo), Andrea Di Stefano, il trio Eugenio Cappuccio-Massimo Gaudioso-Fabio Nunziata (per Il caricatore), l'iraniano Barak Karimi, Gianfranco Rosi, i Manetti Bros. (per Torino Boys), Francesca Pirani e Daniela Ceselli (per L’appartamento), Elda Alvigini, Piergiorgio Gay, Roberto San Pietro e Sandra Ceccarelli (per Tre storie), Giampaolo Conti, Paolo Briguglia e Jacqueline Lustig, Edoardo Winspeare.

### 2001-2004
Nel 2001, dal 16 al 28 luglio, in collaborazione l'allora produttore-direttore di "Fabrica Cinema", Marco Müller, sono intervenuti per presentare i propri lavori il regista cinese Zhang Yuan (Diciassette anni), il bosniaco Danis Tanović (No Man’s Land) e l'iraniana Samira Makhmalbaf (Lavagne); inoltre si è avuta la partecipazione del giovane regista Edoardo Winspeare con le opere Pizzicata e Sangue vivo.
Nel 2002 la rassegna, dal 15 al 27 luglio, è stata in parte improntata sul tema politico, con filmati di Roberto Giannarelli (Tuttigiorni), Francesca Comencini, Mauro Berardi e Luca Bigazzi (Carlo Giuliani, ragazzo), Citto Maselli (La primavera del 2002, film collettivo). Marco Müller ha presentato il film dell'iraniano Babak Payami, Il voto è segreto, premio speciale per la regia al Festival di Venezia dell'anno precedente; il regista Emanuele Crialese e l'attrice Valeria Golino hanno presentato Respiro, mentre lo stesso Marco Bellocchio, insieme agli attori Sergio Castellitto e Toni Bertorelli, ha presentato il suo nuovo film, L'ora di religione. Per la rassegna "i corti di Farecinema" sono stati presentati i cortometraggi: Sorelle (parte 1999), L'affresco (2000), Il maestro di coro (2001) e Quando respiri (2002), con Gianni Schicchi Gabrieli, Lucia Tartaglia, Paolo Kessisoglu, Alessia Mazzenga, Benedetta Sartori e l'attore e regista bulgaro Hristo Živkov (protagonista del film Il mestiere delle armi di Ermanno Olmi).
La rassegna 2003, svoltasi dal 9 al 20 settembre, ha previsto un ciclo di 10 proiezioni serali; hanno partecipato, oltre a Marco Bellocchio, che presentava il suo nuovo film Buongiorno, notte, più una retrospettiva sul film Salto nel vuoto assieme allo sceneggiatore Vincenzo Cerami, i registi Franco Battiato con Perdutoamor, Edoardo Winspeare con Il miracolo, Riccardo Milani con Il posto dell'anima, Daniele Ciprì e Franco Maresco con Il ritorno di Cagliostro, il produttore Marco Müller che ha presentato i film Fango di Derviş Zaim e L'angelo della spalla destra di Jamshed Usmonov e il montatore Roberto Perpignani con una lezione di cinema sul montaggio ed il film La strategia del ragno di Bernardo Bertolucci.
Per la rassegna "i corti di Farecinema" è stato presentato A un millimetro dal cuore di Iole Natoli e a seguire vari filmati realizzati dagli allievi dei corsi di regia Farecinema.
L'edizione del 2004 si è svolta in 13 serate, dal 19 al 31 luglio. Hanno partecipato i registi Alina Marazzi con Un'ora sola ti vorrei, Maurizio Fiume con E io ti seguo, Francesco Patierno con Pater familias, Mario Martone con L'odore del sangue, gli attori Maya Sansa e Andrea Di Stefano per Il vestito da sposa di Fiorella Infascelli, Alessandro Valori, Piergiorgio Bellocchio e Pietro Taricone con Radio West, Andrea e Antonio Frazzi con Certi bambini, Saverio Costanzo (premiato poche settimane dopo con il "Pardo d'oro" al Festival di Locarno per il film Private) e il produttore Mario Gianani con Sala rossa ed una retrospettiva, Michelangelo Frammartino con Il dono, Paolo Sorrentino e il produttore Nicola Giuliano con Le conseguenze dell'amore, Matteo Garrone con Primo amore ed a cui è stata dedicata inoltre una retrospettiva con la proiezione di: Estate romana e L'imbalsamatore assieme al fotografo Oreste Pipolo con la proiezione del documentario Oreste Pipolo fotografo di matrimoni sempre di Matteo Garrone, ed infine il regista statunitense Abel Ferrara con Il nostro Natale.

### Festival dal 2005
Nel 2005 la rassegna "Farecinema" diventa ufficialmente un festival, prendendo il nome di "Bobbio Film Festival" e Marco Bellocchio istituisce il premio "Gobbo d'oro" per il film giudicato il migliore tra quelli proposti, con riferimento al simbolo di Bobbio, il medievale ponte Gobbo, il premio è una statuetta realizzata ogni anno dallo scultore Paolo Perotti. Dal 2012 la statua del premio "Gobbo d'oro" è stata modificata e realizzata ogni anno in diverse colorazioni per i diversi premi dallo scultore Luigi Scaglioni, ispirandosi ad un bozzetto dello stesso Bellocchio per il film Rigoletto a Mantova e fondendovi alla base sempre il ponte Gobbo simbolo di Bobbio.
Parallelamente il laboratorio cinematografico "Farecinema" diventa la scuola di cinema "Fare Cinema - Corso di alta formazione in regia cinematografica" sempre diretto da Marco Bellocchio, con laboratori di regia e recitazione, oltre agli studi teorici e pratici. Ogni anno la scuola realizza dei cortometraggi e la città di Bobbio e i suoi dintorni diventano anche un set cinematografico, con la possibilità di partecipazione per comparse e figuranti, anche presi dalla strada.
Nel 2010 esce il lungometraggio Sorelle Mai, film nato dalle edizioni dei laboratori estivi a Bobbio e dal montaggio dei cortometraggi realizzati dal 1999 al 2008, questo film è molto legato a I pugni in tasca, non solo è stato girato nella stessa casa di Bobbio, ma alcuni temi affrontati sono comuni in entrambi i lavori. Il film viene presentato alla Mostra del Cinema di Venezia del 2010,
Nel 2010 Marco Bellocchio, insieme al figlio Pier Giorgio Bellocchio ed a Paola Pedrazzini, costituiscono l'"Associazione Marco Bellocchio" che dà impulso e nuova linfa a "Fare Cinema" conferendo al progetto maggiore struttura e sistematicità, affiancando al corso di alta formazione cinematografica il "Seminario residenziale di critica cinematografica" e dei percorsi di stages con le scuole (superiori e università). Vi è inoltre la creazione delle pagine social sempre attive di informazioni per gli interessati ed al canale "Youtube BobbioFilmFestival" gestito in collaborazione con l'università IULM di Milano in cui vengono archiviate gli incontri con i registi ed attori, le serate del dopo-festival con il dibattito assieme al pubblico con i registi, attori, critici cinematografici e studenti di cinema e la serata con la cerimonia di premiazione finale.
Nel 2016 il ministro dei Beni Culturali annuncia in una conferenza stampa a Bobbio, insieme a Marco Bellocchio e Paola Pedrazzini, l'imminente costituzione del Centro permanente di Alta Formazione Cinematografica “Fare Cinema”, che inizia ad elaborare il progetto di una scuola permanente di alta formazione e specializzazione cinematografica con sede a Bobbio.
A fine 2017 viene ufficialmente costituita a Roma la Fondazione "Fare Cinema", che vede tra i primi soci fondatori l'associazione Marco Bellocchio e l'Istituto Luce. La Fondazione ha sede amministrativa a Piacenza. I corsi di alta formazione e specializzazione cinematografica si tengono a Bobbio all'interno dell'Auditorium comunale di Santa Chiara.
L'edizione 2020 del Bobbio Film Festival non si è svolta.
L'edizione 2021 si svolge in edizione ridotta in una sola settimana dal 21 al 28 agosto.

### Fare Cinema
La Fondazione "Fare Cinema" si occupa dell'organizzazione e gestione dei vari corsi di alta formazione e specializzazione cinematografica che si svolgono durante l'anno a Bobbio:
- Corso di alta formazione in Scrittura e Regia cinematografica “Dall'idea al set”
- Corso di alta formazione in Produzione cinematografica
- Corso di alta specializzazione in Sceneggiatura
- "Fare Cinema - Corso di alta specializzazione in Regia cinematografica"
- "Seminario residenziale di Critica cinematografica"

Durante il festival hanno luogo sempre a Bobbio anche i corsi estivi di alta formazione cinematografica ed il seminario residenziale di critica cinematografica facenti parte della giuria.

## Organizzazione
La Fondazione "Fare Cinema" e l'associazione "Marco Bellocchio" si occupano della direzione artistica e dell'organizzazione del festival, progettando la rassegna cinematografica, i corsi di alta formazione cinematografica Fare Cinema e Seminario residenziale di critica cinematografica, invitando gli artisti e curando la comunicazione del festival.
Il comune di Bobbio organizza e gestisce la logistica del festival. Il servizio di biglietteria e prevendita, precedentemente gestito dal comune, dal 2022 passa alla gestione diretta dal Bobbio Film Festival.
Contribuiscono economicamente al festival il Ministero della cultura, la Regione Emilia-Romagna e la Fondazione di Piacenza e Vigevano.

### Comitato di direzione artistica
Il comitato di direzione artistica è presieduto dal regista Marco Bellocchio assieme a Pier Giorgio Bellocchio, Enrico Magrelli e Paola Pedrazzini.

### Giuria del Bobbio Film Festival
La giuria del festival, presieduta da Marco Bellocchio, è composta dagli studenti del seminario residenziale di critica cinematografica, dal suo direttore e dai docenti del corso.

### Dopo Festival - Dibattito dopo i film
Ogni sera dopo la proiezione, i registi dei film e gli attori ospiti, converseranno con il pubblico in un dibattito moderato dal critico cinematografico Enrico Magrelli. 
La tradizionale serata "Fare Cinema" vede la proiezione dei cortometraggi realizzati a Bobbio dagli studenti del corso estivo di alta formazione cinematografica assieme al regista direttore del corso.
L'ultima sera non avverrà il dibattito, venendo svolta prima della proiezione finale la cerimonia di premiazione con la consegna dei vari premi assegnati dalla giuria.

## Vincitori
Premi del Bobbio Film Festival

### Premio "Gobbo d'oro" al Miglior Film
Il Gobbo d'oro", assegnato dallo staff di "Fare Cinema" e dal 2010 dai partecipanti al "Seminario residenziale di critica cinematografica", al miglior film in concorso:
- 2005: Saimir di Francesco Munzi
- 2006: A Est di Bucarest di Corneliu Porumboiu
- 2007: L'aria salata di Alessandro Angelini
- 2008: Cover-boy di Carmine Amoroso
- 2009: Puccini e la fanciulla di Paolo Benvenuti
- 2010: Le quattro volte di Michelangelo Frammartino
- 2011: La pecora nera di Ascanio Celestini
- 2012: Io sono Li di Andrea Segre
- 2013: L'intervallo di Leonardo Di Costanzo
- 2014: Zoran - Il mio nipote scemo di Matteo Oleotto
- 2015: Hungry Hearts di Saverio Costanzo
- 2016: Non essere cattivo di Claudio Caligari
- 2017: La stoffa dei sogni di Gianfranco Cabiddu
- 2018: La terra dell'abbastanza di Damiano e Fabio D'Innocenzo
- 2019: Sulla mia pelle di Alessio Cremonini
- 2020: ---
- 2021: Favolacce di Damiano e Fabio D'Innocenzo
- 2022: Piccolo corpo di Laura Samani

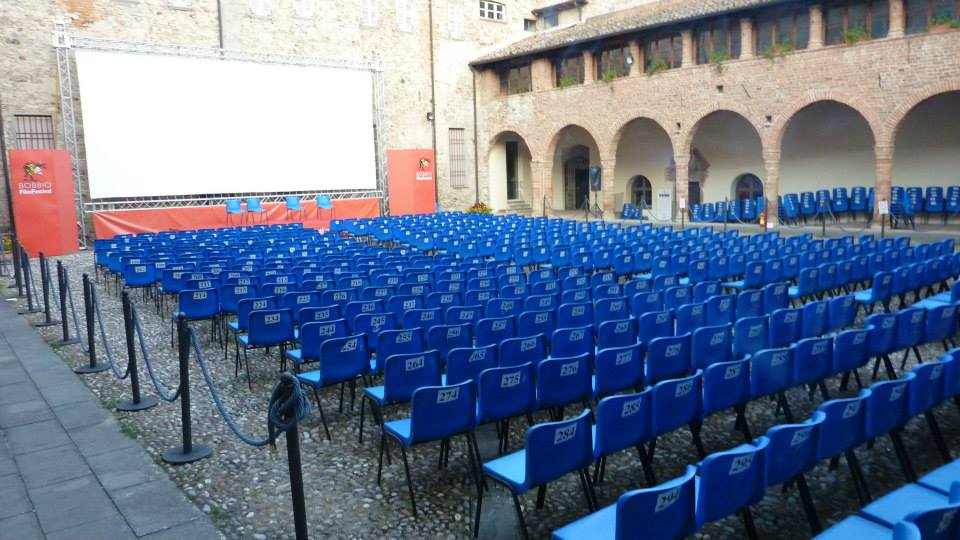
Allestimento nel chiostro del "Bobbio Film Festival"

- 2023: Margini di Niccolò Falsetti

### Premio del Pubblico
Assegnato dagli spettatori abbonati alla rassegna, che votano i film in concorso:
- 2005: Silenzio tra due pensieri di Babak Payami
- 2006: La vita segreta delle parole di Isabel Coixet
- 2007: Rosso come il cielo di Cristiano Bortone
- 2008: Cover-boy di Carmine Amoroso
- 2009: Si può fare di Giulio Manfredonia
- 2010: L'uomo che verrà di Giorgio Diritti
- 2011: Il primo incarico di Giorgia Cecere
- 2012: Io sono Li di Andrea Segre
- 2013: È stato il figlio di Daniele Ciprì
- 2014: Zoran - Il mio nipote scemo di Matteo Oleotto
- 2015: La terra dei santi di Fernando Muraca
- 2016: Fiore di Claudio Giovannesi
- 2017: La ragazza del mondo di Marco Danieli
- 2018 (ex aequo): Ammore e malavita dei Manetti Bros. e Manuel di Dario Albertini
- 2019: Sulla mia pelle di Alessio Cremonini
- 2020: ---
- 2021: non assegnato
- 2022: Ariaferma di Leonardo Di Costanzo
- 2023 (ex aequo): Mia di Ivano De Matteo e Il signore delle formiche di Gianni Amelio

### Premio Migliore Regia
Assegnato dal 2007 al film con la migliore regia:
- 2007: Le ferie di Licu di Vittorio Moroni
- 2008: Valzer di Salvatore Maira
- 2009: Vietato sognare madri di Barbara Cupisti
- 2010: La bocca del lupo di Pietro Marcello
- 2011: Corpo Celeste di Alice Rohrwacher
- 2012: Cesare deve morire di Paolo e Vittorio Taviani
- 2013: Salvo di Fabio Grassadonia e Antonio Piazza
- 2014: Le meraviglie di Alice Rohrwacher
- 2015: La buca di Daniele Ciprì
- 2016: Bella e perduta di Pietro Marcello
- 2017: I figli della notte di Andrea De Sica
- 2018: Il cratere di Silvia Luzi e Luca Bellino
- 2019: Il primo re di Matteo Rovere
- 2020: ---
- 2021: Miss Marx di Susanna Nicchiarelli (Premio "Gobbo d'argento")
- 2022: Ariaferma di Leonardo Di Costanzo
- 2023: Le otto montagne, regia di Felix Van Groeningen e Charlotte Vandermeersch

### Premio Migliore Attore
Assegnato dal 2010 al miglior attore:
- 2010: (premio collettivo) Rocco Papaleo, Paolo Briguglia, Max Gazzè e Alessandro Gassmann, in Basilicata coast to coast (di Rocco Papaleo)
- 2011: (premio collettivo multiplo) - Toni Servillo per i film Il gioiellino, Noi credevamo e Una vita tranquilla, - Francesco Di Leva e Marco D'Amore in Una vita tranquilla, - Kim Rossi Stuart in Vallanzasca - Gli angeli del male.
- 2012: Gabriele Spinelli in L'ultimo terrestre (di Gian Alfonso Pacinotti)
- 2013: Aniello Arena in Reality (di Matteo Garrone)
- 2014: Giuseppe Battiston in Zoran - Il mio nipote scemo (di Matteo Oleotto)
- 2015: Sergio Castellitto in La buca (di Daniele Ciprì)
- 2016: (ex aequo) Luca Marinelli e Alessandro Borghi in Non essere cattivo (di Claudio Caligari)
- 2017: Simone Liberati in Cuori puri (di Roberto De Paolis)
- 2018: Andrea Lattanzi in Manuel (di Dario Albertini)
- 2019: Alessandro Borghi in Sulla mia pelle (di Alessio Cremonini)
- 2020: ---
- 2021: non assegnato
- 2022: Filippo Scotti in È stata la mano di Dio (di Paolo Sorrentino)
- 2023: Filippo Timi in Le otto montagne, regia di Felix Van Groeningen e Charlotte Vandermeersch

### Premio Migliore Attrice
Assegnato dal 2005 al 2009 come film migliore rivelazione e dal 2010 alla miglior attrice:
- Miglior rivelazione:
- 2005: Silenzio tra due pensieri di Babak Payami (come premio del pubblico)
- 2006: Battaglia nel cielo di Carlos Reygadas
- 2007: Come l'ombra, di Marina Spada
- 2008: Signorina Effe di Wilma Labate
- 2009: Galantuomini di Edoardo Winspeare

- Alla miglior attrice:
- 2010: Isabella Ragonese, in Dieci inverni (di Valerio Mieli)
- 2011: Alba Rohrwacher in La solitudine dei numeri primi (di Saverio Costanzo)
- 2012: Olimpia Melinte in Sette opere di misericordia (di Massimiliano De Serio)
- 2013: (ex aequo) Sara Podda e Maya Mulas in Bellas mariposas (di Salvatore Mereu)
- 2014: Miriam Karlkvist in Il sud è niente (di Fabio Mollo)
- 2015 (alla memoria): Virna Lisi in Latin Lover (di Cristina Comencini)
- 2016: Daphne Scoccia in Fiore (di Claudio Giovannesi)
- 2017: Sara Serraiocco in La ragazza del mondo (di Marco Danieli)
- 2018: Sharon Caroccia in Il cratere (di Silvia Luzi e Luca Bellino)
- 2019: Sara Serraiocco in In viaggio con Adele (di Alessandro Capitani)
- 2020: ---
- 2021: non assegnato
- 2022: Teresa Saponangelo in È stata la mano di Dio (di Paolo Sorrentino)
- 2023: Rita Bosello in Il signore delle formiche di Gianni Amelio

### Premio Miglior Opera Prima
Assegnato come premio speciale Libertà, dal 2015 viene dato come premio alla miglior opera prima o al regista o attore che si è distinto in un film in concorso. 
- 2005: Marco Bellocchio per il Bobbio Film Festival
- 2006: Kim Rossi Stuart per Anche libero va bene
- 2007: In memoria di me di Saverio Costanzo
- 2008: Riprendimi di Anna Negri
- 2009: Mar Nero di Federico Bondi
- 2010: (alla carriera) Stefania Sandrelli
- 2011: Kim Rossi Stuart in Vallanzasca - Gli angeli del male (di Michele Placido)
- 2012: Marco Tullio Giordana per Romanzo di una strage
- 2013: Daniele Ciprì per È stato il figlio
- 2014 (ex aequo): Che strano chiamarsi Federico di Ettore Scola e Sangue di Pippo Delbono
- 2015: N-Capace di Eleonora Danco
- 2016: Marco Bellocchio per Sangue del mio sangue
- 2017: Enrico Pau per L’Accabadora
- 2018: Dario Albertini per Manuel
- 2019: Antonio Piovanelli in Dafne (di Federico Bondi)
- 2020: ---
- 2021: Claudio Cupellini per La terra dei figli
- 2022: Laura Samani per Piccolo corpo
- 2023: ---

Nel 2014 venne istituito il primo premio speciale alla miglior opera prima, poi confluito dall'anno dopo nel premio miglior opera prima:
- 2014: Il sud è niente di Fabio Mollo.

### Premio speciale "Camera di Commercio di Piacenza"
- 2018: Easy - Un viaggio facile facile di Andrea Magnani

### Premio "Beppe Ciavatta" - Miglior Regista o Giovane Artista Esordiente
Istituito a partire dal 2011 dalla famiglia di Beppe Ciavatta, premia il miglior regista o giovane artista esordiente in concorso.
- 2011: Alice Rohrwacher per Corpo celeste
- 2012: Andrea Segre per Io sono Li
- 2013: Valeria Golino per Miele
- 2014: Giuseppe Bonito per Pulce non c'è
- 2015: Laura Bispuri per Vergine giurata
- 2016: Claudio Giovannesi per Fiore
- 2017: Niccolò Gentili, Paolo Porchi, Davor Marinkovic per il cortometraggio Volevamo fare 'u cinema
- 2018: Andrea Lattanzi in Manuel (di Dario Albertini)
- 2019: Alessio Cremonini per Sulla mia pelle
- 2020: ---
- 2021: non assegnato
- 2022: Laura Samani per Piccolo corpo
- 2023: Greta Gasbarri per Mia